# Informação quântica de variáveis contínuas
Informação quântica de variáveis contínuas é a área da ciência da informação quântica que faz uso de observáveis físicos, como a intensidade de um campo eletromagnético, cujos valores numéricos pertencem a intervalos contínuos. Uma aplicação primária é a computação quântica. Em certo sentido, a computação quântica de variável contínua é "analógica", enquanto a computação quântica usando qubits é "digital". Em termos mais técnicos, a primeira faz uso de espaço de Hilbert que são infinitamente dimensionais, enquanto os espaços de Hilbert para sistemas compostos por coleções de qubits são finitamente dimensionais. Uma motivação para estudar a computação quântica de variáveis contínuas é entender quais recursos são necessários para tornar os computadores quânticos mais poderosos do que os clássicos.